# Filesystem Hierarchy Standard
Filesystem Hierarchy Standard (Standardní hierarchie souborového systému, FHS) definuje adresářovou strukturu v operačním systému Linux. FHS udržuje Linux Foundation, nezisková organizace a složená z hlavních dodavatelů softwaru a hardwaru jako jsou HP, Red Hat, IBM a Dell.

## Zásady
Doporučení vychází ze zásad:
- kořenový adresář má být co nejmenší, aby bylo systém možno nastartovat například i z diskety
- části systému souborů, které jsou statické (za běžného provozu se nemění) mají být odděleny od částí dynamických
- mají být odděleny části systému souborů, které obsahují soubory pro jediný počítač, soubory (např. spustitelné programy a knihovny) sdílené skupinou počítačů se stejnou architekturou, a pro počítače s různými architekturami (např. skripty a fonty), aby bylo možné části systému adresářů sdílet po síti.

## Kořenový adresář
Umožňuje zpřístupnění všech souborových systémů. Systém souborů připojující se na kořenový adresář má obsahovat vše, co je potřeba ke startu v nouzovém (jednouživatelském) režimu k opravě poškozených souborových systémů, k jejich obnově ze záložních kopií. Má být ale co nejmenší, aby jak už je výše zmíněno byl schopný nastartovat se třeba i z diskety.

## Struktura adresářů
| Adresář      | Popis                                                    |
| ------------ | -------------------------------------------------------- |
| /            | kořenový adresář souborového systému                     |
| /bin         | základní programy                                        |
| /boot        | obrazy a konfigurace nutné pro zavedení systému          |
| /dev         | speciální soubory zařízení                               |
| /etc         | konfigurační soubory (konfiguráky) systému               |
| /home        | domovské adresáře uživatelů                              |
| /lib         | základní knihovny                                        |
| /mnt         | dočasně připojené svazky                                 |
| /opt         | programy třetích stran                                   |
| /root        | domovský adresář pro uživatele root                      |
| /sbin        | základní programy, které nelze spustit běžným uživatelem |
| /tmp         | dočasné soubory (většinou mizí s restartem systému)      |
| /usr         | programy a jejich data                                   |
| /usr/bin     | uživatelské programy                                     |
| /usr/games   | výukové programy a hry                                   |
| /usr/include | hlavičkové soubory pro programování v jazyce C           |
| /usr/lib     | knihovny                                                 |
| /usr/local   | programy, které nepřišly z balíčků                       |
| /usr/sbin    | programy, které nelze spustit běžným uživatelem          |
| /usr/share   | architekturově nezávislé soubory                         |
| /usr/src     | zdrojové kódy                                            |
| /usr/X11R6   | X Window System, verze 11 release 6                      |
| /usr/X386    | X Window System, verze 11 release 5 pro architekturu x86 |
| /var         | proměnná data                                            |
| /var/account | soubory pro účtování                                     |
| /var/cache   | cache pro aplikace                                       |
| /var/crash   | systémové crash dumpy                                    |
| /var/games   | proměnná data pro hry                                    |
| /var/lock    | zámky                                                    |
| /var/log     | logy, žurnálové soubory                                  |
| /var/mail    | uživatelské poštovní schránky                            |
| /var/opt     | proměnná data pro /opt                                   |
| /var/run     | soubory pro běžící procesy                               |
| /var/spool   | fronty nezpracovaných dat pro aplikace                   |
| /var/state   | informace o stavu                                        |
| /var/tmp     | dočasné soubory, které budou zachovány i po restartu     |
| /var/yp      | datové soubory pro NIS                                   |